# Верт (роликовые коньки)

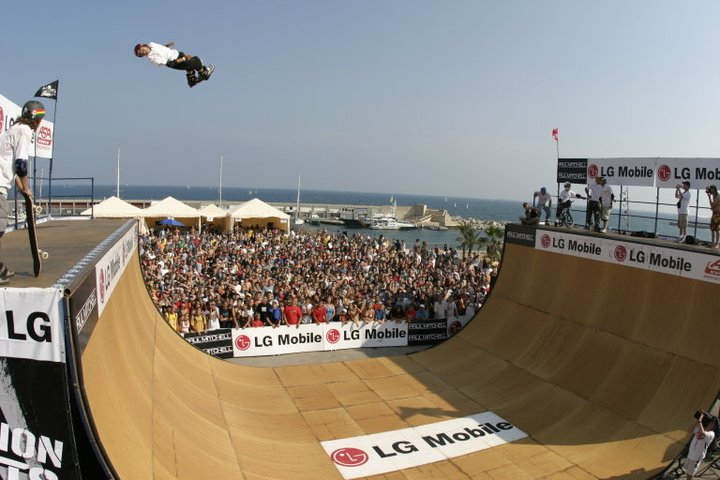
Лучший верт-роллер Японии Takeshi Yasutoko выполняет вылет из рампы

Верт (англ. aggressive vertical skating, англ. inline vert) — стиль экстремального агрессивного катания на роликовых коньках в большой рампе (хафпайпе) с выполнением трюков. Поклонники этого вида катания традиционно исполняют различные виды вылетов из рампы, стойки на руках, скольжения по верхним краям рампы и сальто в воздухе. Верт — это один из самых зрелищных видов катания на роликах. Трюки в рампе всегда привлекают внимание и заставляют замирать сердца зрителей.

## История
Верт зародился в 60х годах, когда первые скейтбордисты открыли возможность катания по сглаженному дну бассейнов и сельскохозяйственных каналов. По легенде, один из первых вертеров-скейтбордеров катался с друзьями в собственном осушенном бассейне, когда его родители уезжали на уикенд. По другой версии верт начался с катания скейтбордеров в осущенных каналах для полива. Катание в бассейне было далеко от того, что сейчас называется вертом. Скейтеры кружили внутри бассейна и не делали вылетов. Катание в бассейне вскоре стало модным, и в 70х годах, когда появились первые скейтпарки, в них одной из самых популярных фигур был пул (англ. pool - бассейн).
Первые аналоги современных рамп, поначалу считались аналогом пула "для бедных". Это была конструкция из фанеры и железной основы — очень похожая на современную рампу. Она не позволяла кружить в ней, как в пуле, поэтому скейтеры придумали новые трюки, использующие возможность вылетать вверх. Новые трюки получились более зрелищными и захватывающими и уже в начале 80х катание в пуле стало редкостью и большинство каталось в современных рампах. Роллеры в то время катались на четырёхколёсных роликовых коньках (квадах)

## Верт в России
В июле 2010 года в Москве прошел чемпионата европы по Верту.

## Примеры трюков
|  |  |  |

## Основные понятия
- Удобная стойка — стойка в которой удобно кататься. Определяется для каждого спортсмена индивидуально. Обычно у человека ведущей является левая или правая сторона тела. Например у большинства людей лучше развита правая рука. Аналогично в катании спортсмен обычно катается устойчивее левой или правой ногой вперед и выполняет вращения в одну сторону лучше чем в другую.
- Вылет (англ. air) — отрыв от вертикальной части рампы на восходящей траектории
- Grab — вылет с захватом роликовых коньков рукой
- Fakie — движение или выполнение трюка спиной вперед
- Frontside — движение или выполнение трюка лицом вперед
- Alley-Oop — движение в одном направлении, вращаясь в другом. Например, вылет из рампы в правую сторону с одновременным вращением влево
- Zerospin — вылет и приземление без поворотов
- Natural — движение или трюк в удобном направлении или грэб ведущей рукой
- Switch — движение или трюк в неудобном направлении или грэб не ведущей рукой
- Flip — сальто с вращением вокруг оси бёдер. Обычно выполняется назад (back flip)

## Названия трюков
- Frontflip
- Backflip
- Viking Flip
- Mistyflip
- Double Backflip
- Rodeo
- Double Rodeo
- Garfunkel
- Spin
- Spin Bio
- Flatspin
- Double Flatspin
- McTwist